# Deutsches Zentrum zum Schutz von Versuchstieren
Das Deutsche Zentrum zum Schutz von Versuchstieren (Bf3R) ist ein integraler Bestandteil des Bundesinstituts für Risikobewertung (BfR). Es koordiniert bundesweit Aktivitäten, um Tierversuche auf das unerlässliche Maß zu beschränken und Versuchstieren den bestmöglichen Schutz zu gewähren. Das Bf3R erforscht, entwickelt und validiert Alternativmethoden zum Tierversuch nach dem 3R-Prinzip.

## Hintergrund
Der Schutz von Versuchstieren ist bereits seit der Gründung des BfR ein grundlegender Bestandteil seines wissenschaftlichen und gesetzlichen Auftrags und wurde mit der Schaffung der Zentralstelle zur Erfassung und Bewertung von Ersatz- und Ergänzungsmethoden zum Tierversuch (ZEBET) umgesetzt. Mit der Novellierung des Tierschutzgesetzes im Jahr 2013 wurde das Bundesinstitut mit weiteren Aufgaben beauftragt. Dieser Zuwachs an Anforderungen führte im Jahr 2015 zur Gründung des Deutschen Zentrums zum Schutz von Versuchstieren (Bf3R) am Bundesinstitut. Das Bf3R ist damit das erste behördliche „3R-Zentrum“ in Europa und steht für wissenschaftliche Unabhängigkeit.
Die Abkürzung „Bf3R“ drückt aus, dass das Zentrum ein integraler Bestandteil des BfR ist und seine Aufgaben und Ziele nach dem 3R-Prinzip erfüllt. Das 3R-Prinzip wurde bereits im Jahr 1959 durch die britischen Wissenschaftler William Russell und Rex Burch etabliert. Die 3R stehen für Replacement, Reduction und Refinement. Unter Replacement wird die Möglichkeit verstanden, den geplanten Tierversuch durch den Einsatz anderer Methoden zu vermeiden. Reduction steht für methodische Ansätze bei der Planung, Durchführung und Analyse von Studien, die es Wissenschaftlerinnen und Wissenschaftlern ermöglichen, ein vergleichbares Ergebnis mit weniger Tieren zu erhalten oder mehr Informationen aus der gleichen Anzahl von Tieren. Das Refinement verfolgt das Ziel, Belastungen, Schmerzen und Leiden, denen die Tiere ausgesetzt sind, so gering wie nur möglich zu halten. Das 3R-Prinzip ist die Grundlage für die Tierschutzpolitik und Praxis moderner Forschungsansätze in vielen Ländern. Die Arbeit des Zentrums regt weltweit Forschungsaktivitäten im Sinne des 3R-Prinzips an und fördert den wissenschaftlichen Dialog.

## Kompetenzbereiche
Das Deutsche Zentrum zum Schutz von Versuchstieren gliedert sich in fünf Kompetenzbereiche:

### Zentralstelle zur Erfassung und Bewertung von Ersatz- und Ergänzungsmethoden zum Tierversuch (ZEBET)
Die Zentralstelle zur Erfassung und Bewertung von Ersatz- und Ergänzungsmethoden zum Tierversuch (ZEBET) wurde bereits im Jahr 1989 gegründet und mit der Eröffnung des Bf3R im Jahr 2015 vollständig in dieses integriert. Sie übernimmt folgende Aufgaben:
- Beratung von Behörden und der EU-Kommission zu Alternativmethoden
- Bereitstellung von Informationen zu Alternativmethoden
- Entwicklung neuer Alternativmethoden insbesondere für den Bereich der biomedizinischen Grundlagenforschung
- Jährliche Erfassung und Meldung der deutschen Versuchstierzahlen: Das Bundesministerium für Ernährung und Landwirtschaft (BMEL) registrierte bis zum Jahr 2019 die jährliche Anzahl der Tiere, die in Versuchsvorhaben in Deutschland verwendet wurden und veröffentlichte diese Zahlen auf seiner Webseite[2]. Seit dem Jahr 2015 übermittelte das BMEL diese Zahlen auch an die Europäische Kommission. Mit der geänderten Versuchstiermeldeverordnung vom 11. August 2021 wurde diese gesetzliche Aufgabe dem BfR übertragen[3]. Begleitend dazu veröffentlicht das BfR die Zahlen ab dem Jahr 2020 auf der Website des Bf3R[4].

### Verminderung der Belastung und Verbesserung der Lebenssituation von Versuchstieren
Um Schmerzen, Leiden und Belastungen von Versuchstieren zu verringern und ihr Wohlbefinden zu steigern, erforscht und entwickelt das Bf3R Refinement-Maßnahmen. Dabei wird untersucht, wie Haltungs- und Versuchsbedingungen wirkungsvoll verbessert werden können. Das Bf3R macht den jeweils aktuellen Stand der wissenschaftlichen Erkenntnisse der Öffentlichkeit sowie den zuständigen Behörden und Tierschutzausschüssen zugänglich und kooperiert eng mit nationalen und internationalen Forschungseinrichtungen sowie dem BMEL. Im Wesentlichen umfasst dieser Kompetenzbereich folgende Aufgaben:
- Beratung deutscher Behörden und der EU-Kommission zu Refinement-Methoden
- Erforschung von Maßnahmen zur Reduzierung von Schmerz, Leid und Belastung von Versuchstieren
- Ermittlung objektiver Kriterien zur Belastungseinschätzung

### Alternativmethoden in der Toxikologie
Zum Schutz der menschlichen Gesundheit wird die Sicherheit von Arzneimitteln, Medizinprodukten, Chemikalien, Pflanzenschutzmitteln, Bioziden oder auch Kosmetik- und Hygieneartikeln anhand gesetzlich vorgeschriebener Testmethoden geprüft und bewertet. Um hierbei tierversuchsfreie Methoden einzusetzen, entwickelt das Bf3R neue Alternativmethoden und begleitet die Validierung bestehender Alternativverfahren. Dabei kooperiert das Bf3R eng mit den jeweils zuständigen Behörden und internationalen Institutionen:
- Arzneimittel und Medizinprodukte: Bundesinstitut für Arzneimittel und Medizinprodukte (BfArM)
- Arzneimittel für Mensch und Tier: Paul-Ehrlich-Institut (PEI)
- EU-Referenzlaboratorium für Alternativen zu Tierversuchen (EURL-ECVAM)
- Chemikalien (REACH) und Biozide: Europäische Chemikalienagentur (ECHA)
- Pflanzenschutzmittel: Europäische Behörde für Lebensmittelsicherheit (EFSA)
- Organisation für wirtschaftliche Zusammenarbeit und Entwicklung (OECD)

### Nationaler Ausschuss Tierschutzgesetz
Für die Bundesrepublik Deutschland nimmt das BfR die Aufgabe des Nationalen Ausschusses zum Schutz von für wissenschaftliche Zwecke verwendeten Tieren (kurz: Nationaler Ausschuss) wahr. Nach Artikel 49 der Richtlinie 2010/63/EU setzt jeder EU-Mitgliedsstaat einen solchen Ausschuss ein. Zu dessen Aufgaben zählen:
- Die Beratung der zuständigen deutschen Behörden und Tierschutzausschüsse zu Fragen, die mit dem Erwerb, der Zucht, Unterbringung, Pflege und Verwendung von Tieren in wissenschaftlichen Projekten zusammenhängen.
- Die Förderung des Informationsaustausches über bewährte Praktiken im Versuchstierbereich, die Arbeitsweise der Tierschutzausschüsse sowie über die Beurteilung von Tierversuchsanträgen auf nationaler Ebene und innerhalb der EU.

Zur Erfüllung dieser gesetzlichen Aufgaben erarbeitet und veröffentlicht der Nationale Ausschuss Empfehlungen und Gutachten zu spezifischen Fragestellungen der Genehmigungsbehörden und Tierschutzausschüsse. Darüber hinaus publiziert der Nationale Ausschuss juristische Stellungnahmen, welche die Auslegung des Tierschutzgesetzes harmonisieren sollen.
Der Nationale Ausschuss greift bei seiner Arbeit auf einen Expertenpool von mehr als 120 anerkannten Wissenschaftlerinnen und Wissenschaftlern zurück, die ihn bei seinen gesetzlichen Aufgaben unterstützen.

### Bf3R-Forschungsförderung
Im Zwei-Jahres-Rhythmus schreibt das BfR die Bf3R-Forschungsförderung aus, um innovative Projekte zu unterstützen, die nach Maßgabe des 3R-Prinzips dem Ersatz und der Verringerung von Versuchstieren in der medizinischen Forschung oder biologischen Grundlagenforschung dienen oder die Erkennung, Einstufung und Verminderung von Schmerzen, Leiden oder Schäden bei Versuchstieren und die Verbesserung ihrer Haltungsbedingungen zum Ziel haben. Die Bf3R-Forschungsförderung widmet sich besonders jungen Nachwuchswissenschaftlerinnen und -wissenschaftlern. Ihnen soll die Möglichkeit gegeben werden, neuartige und gewagte Forschungsideen, die etabliertes Wissen herausfordern und konventionelle Hypothesen hinterfragen, im Rahmen einer proof-of-concept-Studie zu bearbeiten, um experimentelle Daten für eine erfolgreiche Bewerbung bei größeren Förderprogrammen (z. B. der Deutschen Forschungsgemeinschaft, dem Bundesministerium für Bildung und Forschung, der Europäischen Kommission) zu sammeln.
Das jährliche Gesamtbudget von ca. 350.000 Euro ermöglicht die Förderung von bis zu zehn Projekten mit einer Gesamtlaufzeit von bis zu drei Jahren.
Zur Förderung des gesellschaftlichen Engagements für eine Verbesserung des Schutzes von Versuchstieren und Förderung der Forschung und Entwicklung von Alternativmethoden schreibt das BMEL zudem den Tierschutzforschungspreis aus. Erstmals für das Jahr 2025 wurden neue Preiskategorien eingeführt. Unter der Federführung des BMEL obliegt die Organisation des Preises dem Bf3R. Die Beurteilung der eingereichten Nominierungen erfolgt durch ein unabhängiges Preiskomitee. Es gibt drei Preiskategorien:
- Tierschutzforschungspreis für herausragende Forschungsleistungen zum Ersatz und zur Verminderung von Tierversuchen

- Tierschutzforschungspreis für den nationalen wissenschaftlichen Nachwuchs
- Tierschutzpreis für gesellschaftliches und bürgerschaftliches Engagement im Bereich Versuchstiere

## Forschungsprojekte des Bf3R
Auf Basis des 3R-Prinzips betreibt das Bf3R eigene Forschung mit unterschiedlichen Zielsetzungen.

### Replace: Entwicklung neuer Ersatzmethoden zum Tierversuch
Um eine Versuchsmethode, bei der Tiere eingesetzt werden, vollständig durch eine Alternativmethode zu ersetzen, entwickelt das Bf3R Zell- und Gewebekulturmethoden. Sie sollen den Grundstein für die Schaffung neuer, tierfreier Alternativmethoden für die Grundlagenforschung und die toxikologische Bewertung legen.
Bisherige Forschungsprojekte für die biomedizinische Grundlagenforschung
- Knochen-auf-dem-Chip / Organ-on-a-Chip-Systeme[23][24][25]
- Entwicklung eines in vitro-Implantationsmodells (MIVI)[26][27]
- SMAFIRA – Eine Suchmaschine für Alternativen zu Tierversuchen

Bisherige Forschungsprojekte für die toxikologische Risikobewertung
- Entwicklung einer Alternativmethode zur Prüfung des krebsauslösenden Potentials hormonaktiver Substanzen[28][29][30]

- Alternativmethoden zum Tierversuch zum Nachweis hormonaktiver Wirkungen in vitro[31][32][33][34]
- Einfluss circadianer Regulationssysteme auf in vitro-Testmethoden[35]
- Toxikologische in vitro-Untersuchungen zur Kombinationswirkung von Fungiziden[36][37][38][39][40][41][42]
- Computational Toxicology: Rolle und Bedeutung neuartiger methodischer Ansätzen in der gesundheitlichen Risikobewertung[43][44]
- Etablierung von Integrated Approaches to Testing and Assessment (IATAs) zur Unterstützung von Nanomaterial-Gruppierungen[45]
- Vorhersage des sensibilisierenden Potentials von Chemikalien und Produkten in vitro im humanen System als Ersatz zum Tierversuch
- Entwicklung von „tätowierten“ 3D-Hautmodellen[46]
- In silico-Methoden für die Vorhersage gesundheitlich unerwünschter Eigenschaften von Pestiziden[47][48]

### Reduce: Entwicklung von Methoden zur Reduktion der Versuchstierzahlen
Um Möglichkeiten zu erkennen, inwieweit eine Verringerung der Zahl eingesetzter Versuchstiere in der Forschung erreicht werden kann, forscht das Bf3R an neuen statistischen und mit Hilfe der Bioinformatik erstellten Analysemodellen. Mit ihnen sollen Rückschlüsse darauf gewonnen werden, ob Versuchstiere aufgrund der Reproduzierbarkeitskrise in der Wissenschaft unnötigerweise verwendet werden und welche methodischen und institutionellen Änderungen der Forschung und des Publikationsprozesses dazu beitragen können, dass weniger Tierversuche durchgeführt werden. Zugleich verfolgt das Bf3R mittels neuer biometrischer Ansätze das Ziel, die statistische Planung von Versuchen mit und ohne den Einsatz von Versuchstieren effizienter zu gestalten. Bei Forschungsvorhaben mit Versuchstieren soll so die Anzahl der notwendigen Tiere auf das Mindestmaß reduziert werden.

### Refine: Erforschung von Methoden zur Verminderung von Schmerzen oder Leiden der Versuchstiere
Um Aspekte wie Schmerzen, Leiden oder Stress bei Versuchstieren zu reduzieren und somit zugleich auch die Qualität von Versuchsergebnissen zu erhöhen, erforscht das Bf3R Maßnahmen zur Reduzierung von Belastungen und der Verbesserung des Wohlergehens. Zudem werden Bewertungskriterien für die Einschätzung des Belastungsgrades entwickelt. Bisherige Forschungsprojekte:
- Verbesserung der Haltungsbedingungen von Versuchstieren[55]
- Entwicklung von Wahlversuchen[56] zur Bestimmung der Bedürfnisse aus Sicht der Versuchstiere
- Einfluss chronischer Monotonie und Langeweile auf das psychoemotionale Verhalten und die Kognition der Versuchstiere
- Automatisierte Erkennung von Belastung anhand von Gesichtsmerkmalen
- „Tierpersönlichkeit“ – Persönlichkeitsmerkmale und ihr Einfluss auf Versuchsergebnisse und ihre Reproduzierbarkeit
- Schmerzwahrnehmung bei Fischen (am Modellorganismus Zebrabärbling)[57]
- Methodik und Wirksamkeit von Trainingsmaßnahmen für Versuchstiere

## Datenbanken über Tierversuchsvorhaben

### AnimalTestInfo
Voraussetzung für die Durchführung eines Tierversuchs ist eine behördliche Genehmigung. Seit Inkrafttreten der 3. Änderung des Tierschutzgesetzes im Jahr 2013 muss mit jedem Antrag auf Genehmigung eines Tierversuchsvorhabens eine allgemeinverständliche, nichttechnische Projektzusammenfassung (NTP) eingereicht werden. In ihr werden der verfolgte wissenschaftliche Zweck und Nutzen, die erwarteten Schäden und Belastungen bei den eingesetzten Versuchstieren, die Art und die Anzahl der Tiere sowie alle im Vorfeld unternommenen Maßnahmen nach dem 3R-Prinzip erläutert. Seit dem 1. Januar 2021 wird für die Erfassung der NTP ein in der EU einheitliches Format genutzt.
Nach erfolgter behördlicher Genehmigung eines Tierversuchs veranlasst die zuständige Genehmigungsbehörde die Veröffentlichung der NTP in der Datenbank AnimalTestInfo. AnimalTestInfo ist eine frei durchsuchbare Online-Datenbank des Bf3R, die geschaffen wurde, um die Bevölkerung über Tierversuche zu informieren. Das Bf3R wertet die NTPs zudem systematisch aus, um Forschungsfelder mit einem hohen Aufkommen von Tierversuchen zu ermitteln und somit wissenschaftliche Bereiche zu identifizieren, für die die Entwicklung von Alternativmethoden sowie Maßnahmen zur Reduktion der eingesetzten Tiere und der Verbesserung ihres Wohlergehens in besonderem Maße sinnvoll sein können.

### Animal Study Registry
Das Bf3R betreibt am BfR seit Januar 2019 das Online-Studienregister Animal Study Registry (ASR). Es bietet Forschern weltweit die Möglichkeit, ihre geplanten Tierversuche kostenfrei und urheberrechtlich geschützt zu registrieren, bevor die Studie beginnt. Bei der Präregistrierung werden wichtige Details zur geplanten Studie, wie die Fragestellung und das Studiendesign, von den Forschern festgelegt und später veröffentlicht. Das Bf3R verfolgt mit der Datenbank den Ansatz, die Forschung transparenter zu machen, die Qualität von Studien zu steigern und auch die Ergebnisse von Studien zu veröffentlichen, die nicht die erwünschten Ergebnisse erbracht haben. Durch den Publikationsbias werden aktuellen Schätzungen zufolge ein Drittel bis die Hälfte aller Tierversuche nicht veröffentlicht. Mit der Präregistrierung können sich nun für andere Forscher wichtige Informationen ergeben, durch die sich unnötige Wiederholungen von Tierversuchen vermeiden lassen. Somit werden langfristig deutlich weniger Versuchstiere benötigt als bisher. Angeregt wurde das Projekt durch die Tatsache, dass klinische Studien an Menschen bereits seit geraumer Zeit und in vielen Ländern der Welt in klinischen Studienregistern präregistriert werden müssen. Für die Tierstudien ist die Präregistrierung bislang nicht gesetzlich gefordert und damit freiwillig.

### SMAFIRA
Obwohl für biomedizinische Fragestellungen bereits Suchmaschinen und Literaturdatenbanken vorhanden sind, die auch semantische Techniken zur Verfügung stellen, gibt es noch keine zufriedenstellende Lösung für die Suche nach Alternativmethoden zu Tierversuchen. Zur Unterstützung der Wissenschaftlerinnen und Wissenschaftler entwickelte das Bf3R, eine Suchmaschine für Alternativmethoden zu Tierversuchen, die auf der frei zugänglichen biowissenschaftlichen Literaturdatenbank PubMed (Medline) aufsetzt und diese um wichtige Funktionen erweitert. 
Die Suchmaschine `SMAFIRA´ (`SMArt Feature basiertes Interaktives RAnking`) soll es den Wissenschaftlerinnen und Wissenschaftlern vor der Antragstellung ermöglichen, geeignete Vorschläge für Alternativmethoden zu einem vorgegebenen Tierversuch(= das Referenzdokument für die Suche) zu finden. Darüber hinaus kann SMAFIRA gefundenen Literaturstellen bezüglich ihrer thematischen Übereinstimmung zu dem vorgegebenen Referenzdokument und ihrer Relevanz als potentielle Alternativmethode zu dem jeweiligen Tierversuch reihen. Die Basis für die Entwicklung von SMAFIRA bilden `state-of-the-art´ Methoden des Text Mining (z. B. `Information Retrieval´, `Named-Entity Recognition´ und `Relation Extraction´) und des Machine Learning (z. B. `Neural Networks´).